# حراس الدین
حراس الدین (عربی: تنظيم حراس الدين‎، ت. «نگهبانان دین») یا القاعده در سوریه، سازمان جهادگرای سلفی بود که در جنگ داخلی سوریه شرکت کرد. سرکرده سابق این گروه، ابوهمام الشامی، فرمانده نظامی ارتش منحل شده جبهه النصره بود و در طول جنگ داخلی ۲۰۰۱–۱۹۹۶ افغانستان و شورش ۲۰۱۱–۲۰۰۳ عراق، برای القاعده جنگیده بود. حراس الدین توسط رهبران گروه خراسان وابسته به القاعده و وفاداران به القاعده در جبهه النصره که با انحلال و ادغام جبهه النصره با سایر گروه‌های اسلام‌گرا برای تشکیل هیئت تحریر شام مخالفت کردند، تأسیس شد. الشامی، تشکیل حراس الدین را در ۲۷ فوریه ۲۰۱۸ اعلام کرد.
ابوجلیب طباسی و ابوخدیجه الاردنی، اعضای شورای حراس الدین، در سال ۲۰۱۶ از جبهه فتح شام به دلیل ترک ارتباط آن با القاعده، جدا شدند. طباسی، الشامی و سامی العریدی، در نوامبر ۲۰۱۷ توسط تحریر شام، در تلاش برای جلوگیری از تشکیل گروه وابسته دیگر به القاعده در سوریه، دستگیر شدند. همچنین در نوامبر ۲۰۱۷ جیش البادیه و جیش الملاحیم تشکیل شد. این گروه نیز درگیری داخلی با گروه‌های دیگر را رد می‌کرد، اما از ۱۷ ژوئن تا ۲۶ ژوئن ۲۰۲۰ در چند مورد، تنش‌هایی با هیئت تحریر شام داشت.
در ۱ ژانویه ۲۰۲۱، این گروه به پایگاه نظامی روسیه در قسمت شمالی استان رقه، در منطقه‌ای که تحت کنترل نیروهای دموکراتیک سوریه بود، حمله کردند. این حمله به این دلیل که خارج از مناطق اصلی عملیاتی گروه در استان ادلب انجام شد، قابل توجه بود. در جریان این حمله، پنج نفر از اعضای گروه، در حملات انتحاری، کشته و بین دو تا سه سرباز روسی در پایگاه، زخمی شدند.